# Marilena Neacșu
Marilena Neacșu (* 14. August 1961 in Sibiu) ist eine ehemalige rumänische Kunstturnerin.
Sie gehörte ab 1975 der rumänischen Nationalmannschaft an. 1976 war Neacșu Ersatzmitglied der rumänischen Turnriege für die Olympischen Spiele, kam jedoch nicht in Montreal zum Einsatz. Bei den Turn-Europameisterschaften 1977 erreichte Neacșu im Mehrkampf den zehnten Platz.
Ihren größten Erfolg erreichte sie 1978. Bei den Weltmeisterschaften in Straßburg gewann Neacșu mit Nadia Comăneci, Emilia Eberle, Teodora Ungureanu, Anca Grigoraș und Marilena Vlădărău hinter der Sowjetunion die Silbermedaille in der Mannschaftswertung. Im Einzelmehrkampf war sie 18. Danach nahm sie noch bis 1980 an internationalen Turnieren teil und beendete dann ihre Karriere.
In den 1990er Jahren wanderte Neacșu nach Kanada aus und wurde Trainerin.